# Hinata Konishi
Hinata Konishi (japanisch 小西 陽向 Konishi Hinata; * 21. Dezember 2001 in Nagano, Präfektur Nagano) ist ein japanischer Fußballspieler.

## Karriere
Hinata Konishi erlernte das Fußballspielen in der Jugendmannschaft des AC Nagano Parceiro. Hier unterschrieb er am 1. Februar 2020 auch seinen ersten Vertrag. Der Verein aus Nagano spielte in der dritten japanischen Liga. Sein Drittligadebüt gab Hinata Konishi am 3. Oktober 2021 (21. Spieltag) im Heimspiel gegen Kamatamare Sanuki. Hier wurde er in der 85. Minute für Yuzuru Yoshimura eingewechselt. Das Spiel endete 0:0.